# Roberto Rivellino
Roberto Rivellino, també conegut com a Rivelino, (São Paulo, 1 de gener, 1946) és un exfutbolista brasiler que jugava com a centrecampista.
Descendent d'italians de Macchiagodena, Província d'Isernia, Rivelino és considerat un dels futbolistes més importants de la història del futbol brasiler, així com dels seus clubs, SC Corinthians i Fluminense. Al final de la seva carrera jugà a l'Al-Hilal Al-Riyad de l'Aràbia Saudita.
Ha estat més de 100 cops internacional amb Brasil. Guanyà el Mundial de 1970, on marcà 3 gols i fou 4t al de 1974 i 3r al de 1978.
Un cop es retirà fou comentarista esportiu i entrenador, dirigint la selecció de futbol del Japó. Pelé el va incloure dins de la seva llista dels 125 més grans futbolistes vius el març del 2004.

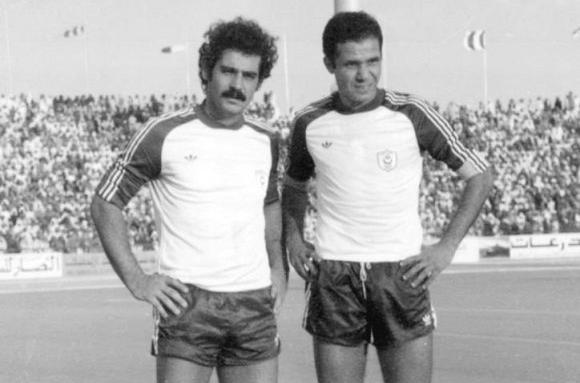
Roberto Rivellino a l'esquerra amb Najeeb Al Imam el 1979